# Château d'Andoumont
Le château d'Andoumont est un immeuble situé à Andoumont dans la commune de Sprimont en province de Liège (Belgique). 
Il est classé comme monument depuis le 4 août 1988.

## Localisation
Le château est situé au no 91 de la localité d'Andoumont, au centre du village.

## Description
Le château construit vers 1750est formé par un corps de logis en pierre calcaire de trois niveaux sur hautes caves (deux étages) et de cinq travées. La travée centrale de ce corps de logis est percée de baies vitrées plus grandes ainsi que d'une porte d'entrée située au-dessus d'un perron à deux volées d'escaliers. Le corps de logis est prolongé dans sa partie ouest par six travées ne comptant que deux niveaux. Devant la façade, une cour intérieure pavée est entourée d'un haut mur en moellons de pierre calcaire comprenant une fontaine accessible de chaque côté du mur et d'une entrée à l'ouest délimitée par deux piliers à refends.

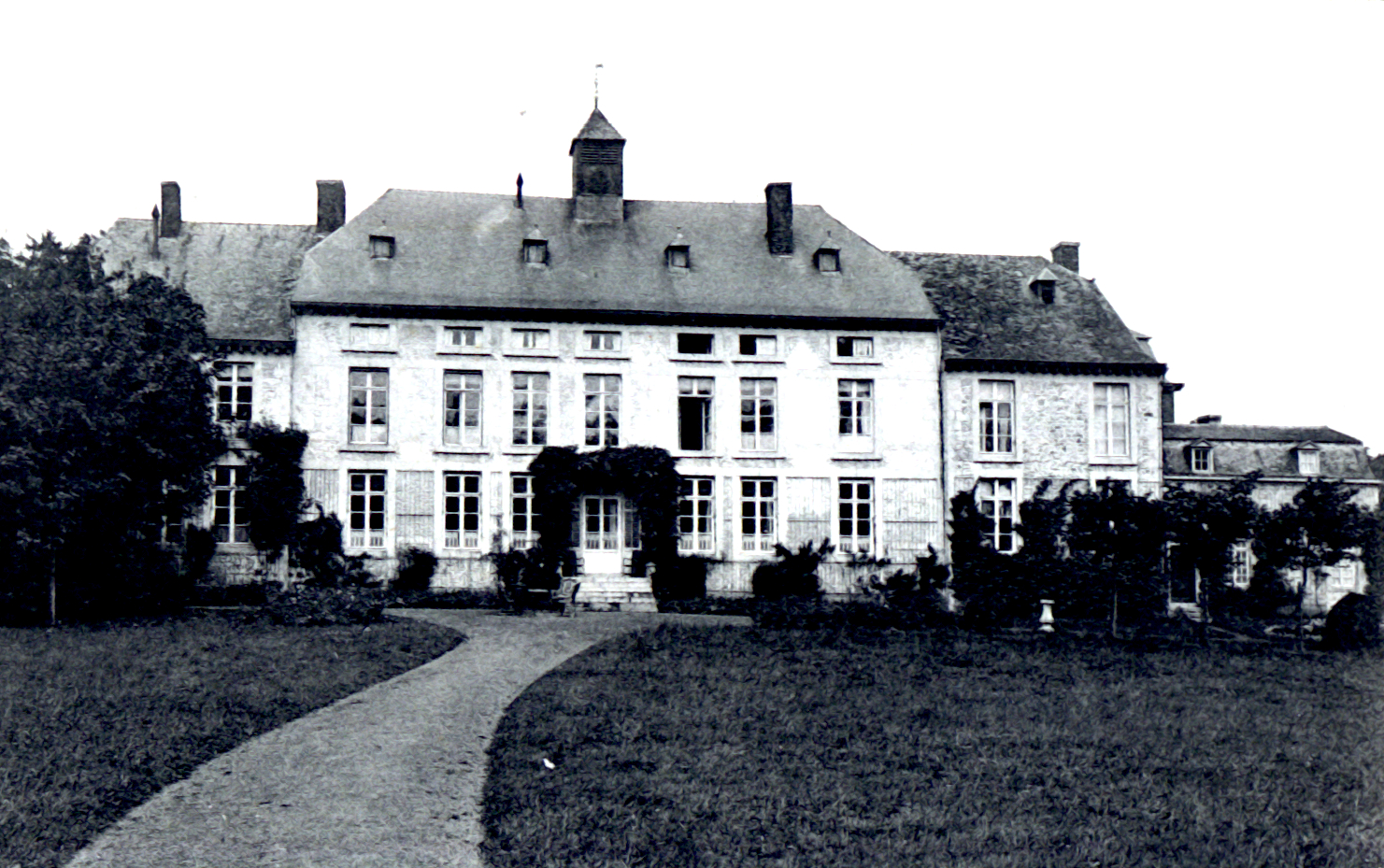
Le château autrefois